# Mauritz Johansson
Mauritz Johansson   (Bottnaryd, 19 de març de 1881 - Lidingö, 7 d'octubre de 1966) va ser un tirador suec que va competir durant la dècada de 1920.
El 1924 va prendre part en els Jocs Olímpics de París, on disputà quatre proves del programa de tir. Guanyà la medalla de plata en la prova de tir al cérvol, tret simple per equips, formant equip amb Otto Hultberg, Fredric Landelius i Alfred Swahn, i la de bronze en la prova de tir al cérvol, doble tret per equips, formant equip amb Axel Ekblom, Fredric Landelius i Alfred Swahn. En la prova tir al cérvol, tret simple individual fou setè i en la de doble tret individual quinzè.